# 太田雅夫
太田 雅夫（おおた まさお、1931年 - ）は、日本の政治学者。近代日本の反体制政治思想が専門。

## 来歴
京都府生まれ。1954年同志社大学法学部政治学科卒業、同志社大学学生主事補、1957年立命館大学大学院法学研究科修士課程修了、1964年同志社大学人文科学研究所助手、専任講師、助教授、1974年桃山学院短期大学教授、1982〜92年学長、学校法人桃山学院常務理事、1992年桃山学院大学教育研究所教授・同研究所長、99年定年退職。2003年新島研究功績賞を受賞。

## 著書
- 『桐生悠々 ある反戦ジャーナリストの生涯』紀伊国屋新書、1970
- 『明治社会主義政党史』ミネルヴァ書房、1971
- 『大正デモクラシー研究 知識人の思想と運動』新泉社、1975
- 『評伝桐生悠々 戦時下抵抗のジャーナリスト』不二出版、1987
- 『初期社会主義史の研究 明治30年代の人と組織と運動』新泉社、1991
- 『新島襄とその周辺』青山社、2007
- 『不遇の放浪詩人 児玉花外・明治期社会主義の魁』文芸社、2007

### 共著・編著
- 『政治学ノート』杉江栄一共著、法律文化社、1966
- 『桐生悠々反軍論集』編・解説、新泉社、1969
- 『資料大正デモクラシー論争史』編集、新泉社、1971
- 『戦時下のキリスト教運動 特高資料による』全3巻、監修:和田洋一 杉井六郎共編、同志社大学人文科学研究所キリスト教社会問題研究会編、新教出版社、1972－73
- 『明治社会主義資料叢書』全7巻 編集、新泉社、1972－78
- 『桐生悠々自伝 思い出るまま・他』編、現代ジャーナリズム出版会、1973、のち伝統と現代社
- 『教養政治学』金丸輝男共編、法律文化社、1979
- 『政治学への視点』金丸輝男共編、法律文化社、1984
- 『家永豊吉と明治憲政史論』編著・監訳、新泉社、1996
- 吉野作造『試験成功法 原題-如何にせば試験に成功するか△△生』青山社、2000
- 『五〇年代の群像 同志社の青春』田中貞夫共編著、五〇年代の群像刊行会、2011

### 論文
- 『日本社会党と森戸・稲村論争』立命館法學 / 立命館大学法学会 編、1968

## 参考
- セブンネットショッピング